# Teljes páros gráf
A teljes páros gráf olyan páros gráf, ahol mindkét partíció minden csúcsára fennáll, hogy vezet belőle él a másik partíció minden csúcsába. A teljes k-részes gráf speciális esete, ahol k=2.

## Definíció
Teljes páros gráfnak nevezünk valamely {\displaystyle G=(V_{1}+V_{2},E)} páros gráfot, ha bármely {\displaystyle v_{1}\in V_{1}} és {\displaystyle v_{2}\in V_{2}} csúcspárra létezik {\displaystyle \{v_{1},v_{2}\}\in E} él.
{\displaystyle K_{m,n}} szimbólummal jelöljük azt a teljes páros gráfot, ahol {\displaystyle \left|V_{1}\right|=m} és {\displaystyle \left|V_{2}\right|=n}. A jelölés Kazimierz Kuratowski lengyel matematikus nevét őrzi.

## Tulajdonságok
- a {\displaystyle K_{m,n}} gráf {\displaystyle m+n} csúcsot és {\displaystyle m\cdot n} élt tartalmaz
- a Kuratowski-tétel szerint síkbarajzolható gráf nem tartalmazhat a {\displaystyle K_{3,3}} gráffal topologikusan izomorf részgráfot.
- a definíció következményeként {\displaystyle K_{m,n}=K_{n,m}}
- a {\displaystyle K_{m,n}} gráf összefüggő
- élgráfjai bástyagráfok
- csillagkromatikus száma {\displaystyle \chi _{s}(G)=min(m,n)+1}.[1]

## Speciális esetek
Egy Km,n teljes páros gráf akkor és csak akkor körmentes, ha m=1 vagy n=1. Ilyen esetben lehet beszélni csillaggráfról (illetve csillagtopológiáról):
- S3 = K1,3
- S4 = K1,4
- S5 = K1,5
- S6 = K1,6

S_{3} = K_{1,3}
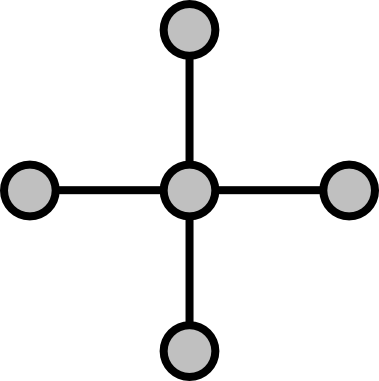
S_{4} = K_{1,4}
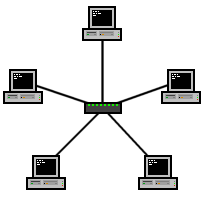
S_{5} = K_{1,5}
S_{6} = K_{1,6}

Speciális jelentősége van még a gráfok síkbarajzolhatóságában a K3,3 gráf (három ház–három kút-gráf):

K3,3

Ha m=n, akkor a gráf csúcstranzitív.

## Lásd még
- Páros gráf
- Teljes gráf